# Gustave Poirier
Gustave Poirier est un architecte français actif à Paris entre 1894 et 1905. Il est principalement connu pour avoir conçu la cité d'artistes située dans le quartier du Parc-de-Montsouris dans le 14e arrondissement de Paris.

## Biographie
Il existe peu d’informations personnelles concernant cet architecte.

## Réalisations

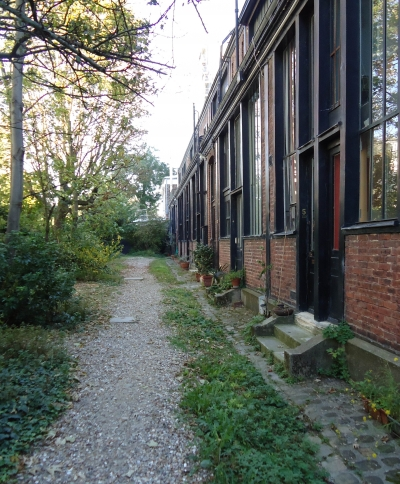
Cité d’artistes réalisée en 1901.

Outre la cité d’artistes réalisée en 1901, Gustave Poirier a conçu une quinzaine d’immeubles, principalement dans le 14e arrondissement, dont certains en collaboration avec  l’architecte Louis Merlaud.  Ces immeubles sont de style post-haussmannien sauf celui de la rue Hallé dans le 14e arrondissement de type néo-renaissance.
L'une des adresses connues de cet architecte (en 1901) est le 2 rue Cassini dans le 14e arrondissement de Paris.
Quelques réalisations:   
- 30, rue des Dames, Paris (75017), 1905
- 2, rue de Campo-Formio, Paris (75013), 1905
- 12, rue de l'Assomption, Paris (75016), 1905
- 44, rue Labrouste, Paris (75015), 1905
- 45-45bis, rue de Vouillé, Paris (75015), 1905
- 8, rue Rottembourg, Paris (75012), 1903
- 10, rue de l'Assomption, Paris (75016), 1903
- 1, rue Dante, Paris (75005), 1902
- 83, rue de la Tombe Issoire (cité d'artistes), Paris (75014), 1901
- 2, rue Cassini, Paris (75014), 1900
- 16, rue du Lunain, Paris (75014), ≈1897
- 9, rue du Lunain, Paris (75014), 1895
- 15-17, rue Hallé, Paris (75014), 1894